# Shikaku
Le Shikaku, plus précisément, en japonais : shikaku ni kire (四角に切れ, morceau de carré) est un casse-tête japonais, ou plus précisément une grille logique, publiée par Nikoli. Son nom vient du Japonais et signifie « diviser en carrés ». Le but de ce jeu est de diviser une grille donnée en plusieurs rectangles (dont certains sont des carrés, d'où son nom). Les règles à respecter sont peu nombreuses et relativement simples. De plus, il existe une multitude de techniques permettant de résoudre une grille de Shikaku. Certaines d'entre elles sont particulièrement complexes. Par ailleurs, ce casse-tête peut également être utilisé à des fins didactiques. Enfin, il fait appel à bon nombre de notions mathématiques.

## Règles du jeu

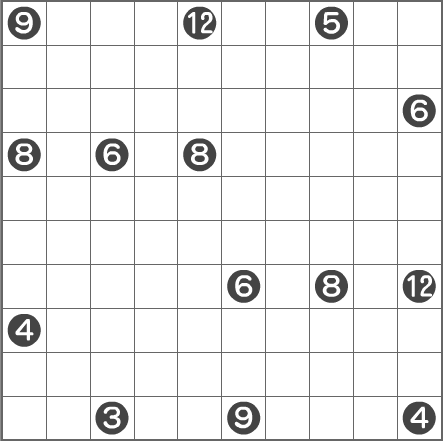
Exemple de grille vierge

- Le but du jeu est de diviser une grille en plusieurs rectangles (certains d'entre eux peuvent être des carrés).
- Deux rectangles ne peuvent pas se chevaucher.
- La grille doit être entièrement recouverte par les rectangles.
- Des nombres apparaissent sur la grille : chaque rectangle doit en contenir un et un seul.
- Celui-ci indique l'aire du rectangle qui le contient.

N. B. : la solution d'une grille de Shikaku est, par convention, toujours unique (alors qu'une grille aléatoire a généralement plusieurs solutions)

## Techniques de résolution

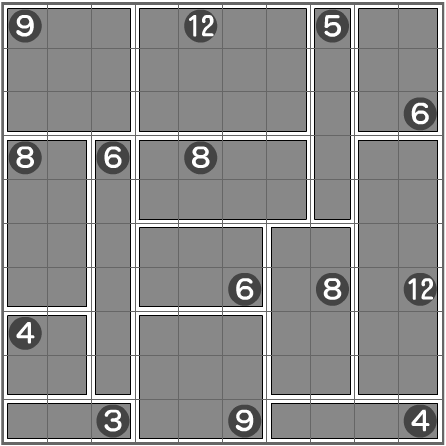
Exemple de grille résolue.

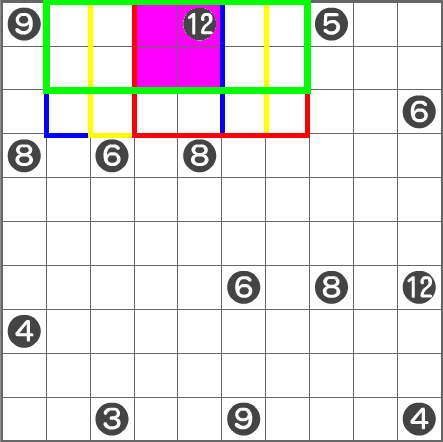
Technique de résolution n°6.

1. Si un nombre apparaissant sur la grille est 1, alors le rectangle qui le contient est un carré dont le côté vaut 1.
En effet, 1 ne possède qu'un seul diviseur[3] : 1.
2. Si un nombre apparaissant sur la grille est un nombre premier[4], alors la longueur du rectangle qui le contient est égale à ce nombre, tandis que sa largeur vaut 1.
En effet, un nombre premier ne possède que deux diviseurs : 1 et lui-même.
Liste des nombres premiers[5] : 2, 3, 5, 7, 11, 13, 17, 19, 23, 29, etc.
Exemples : le rectangle dont l'aire vaut 3 dans la grille ci-contre, ainsi que celui dont l'aire vaut 5.
3. Si un nombre apparaissant sur la grille est un carré parfait[6], alors le rectangle qui le contient pourrait éventuellement être un carré, dont le côté serait égal à la racine carrée[7] de ce nombre.
Liste des carrés parfaits[8] : 1, 4, 9, 16, 25, 36, 49, 64, 81, 100, etc.
Exemples : la grille ci-contre comporte trois carrés : un dont l'aire vaut 4 et deux dont l'aire vaut 9.
4. Si un nombre apparaissant sur la grille n'est pas un carré parfait[9], alors le rectangle qui le contient est non carré.
Exemples : les trois rectangles dont l'aire vaut 6 dans la grille ci-contre, ainsi que les trois rectangles dont l'aire vaut 8, etc.
5. Si un nombre apparaissant sur la grille possède plus de deux diviseurs[10], alors il existe plusieurs possibilités quant aux dimensions du rectangle qui le contient.
Construisez tous les rectangles possibles et regardez quels sont ceux qui peuvent rentrer dans la grille.
Exemple : regardez le nombre 12 situé à droite de la grille, le rectangle qui le contient n'aurait pas pu être construit autrement.
6. S'il y en a plusieurs, regardez si ces derniers n'ont pas une ou plusieurs cases en commun.
Si oui, celles-ci appartiennent forcément au rectangle.
Exemple : voir image n°3.
7. Parfois, une case ne peut appartenir qu'à un seul rectangle. Il ne vous reste alors qu'à étendre le rectangle en question jusqu'à celle-ci.
Exemple : regardez le nombre 4 situé à gauche de la grille, la case se trouvant juste en dessous de ce nombre n'aurait pas pu appartenir à un autre rectangle.

## Utilisations dans l'enseignement
Par ailleurs, le Shikaku pourrait être utilisé dans le cadre d'un cours de mathématiques.
En effet, il pourrait servir à découvrir ou à illustrer les points de matière suivants :
- les diviseurs d'un nombre[11] ;
- les nombres premiers[12] ;
- les carrés parfaits[13] ;
- les racines carrées[14] ;
- l'aire d'un rectangle[15] ;
- l'aire d'un carré[16].

## Quelques concepts mathématiques
En résolvant une grille de Shikaku, nous faisons appel, sans même nous en rendre compte, à divers concepts mathématiques.
- La notion d'inclusion[17] : l'ensemble des carrés est inclus dans l'ensemble des rectangles, l'ensemble des nombres premiers est inclus dans l'ensemble des nombres naturels, etc.
- La notion de disjonction[18] : les rectangles sont disjoints deux à deux dans la grille, l'ensemble des nombres premiers est disjoint de l'ensemble des carrés parfaits, etc.
- La notion d'union[19] : l'union de tous les rectangles est la grille de départ, l'union de l'ensemble des rectangles non carrés et de l'ensemble des carrés est l'ensemble des rectangles, etc.
- La notion de partition[20] : dans la grille, les rectangles sont disjoints deux à deux et l'union des rectangles est la grille de départ ; l'ensemble des rectangles forme donc une partition de la grille.
- La notion de bijection[21] : chaque rectangle contient un et un seul nombre ; l'ensemble des rectangles est donc équipotent[22] à l'ensemble des nombres apparaissant dans la grille.
- La notion d'intersection[23] : dans la technique de résolution n°6, quand on recherche les cases communes aux différents rectangles envisageables, on recherche en réalité l'intersection de ces derniers.